# Холмская епархия (Константинопольская православная церковь)
Холмская епархия — православная епархия, существовавшая с XIII века — по 1651 год и находившаяся в ведении Киевской митрополии Константинопольского патриархата.

## История
Самостоятельное существование Xолмской епархии начинается с 1285 года. До тех пор вся Холмско-Подляшская Русь входила в состав Владимиро-Волынской епархии.
Даниил Романович, князь Владимиро-Волынский, в первой половине XIII века сначала учредил епархию в Угровске, а потом перенес её в Холм. В ΧΙV веке она принадлежала к Галицкой митрополии.
С 1370-х годов начинаются попытки римской курии внедрить в Xолмской епархии католичество; появляются католические священники, строят католические церкви и постепенно захватывают земли, принадлежавшие русскому духовенству.
Уже около половины XV века в Холме была устроена католическая епископская кафедра, перенесенная в конце XV века сперва в Грубешов, а потом в Красный Став.
В XVI веке из десяти православных епископов ни один не проявил энергичной деятельности на пользу православной церкви и русской народности; увеличивался упадок греческого обряда и русского населения.
С 1569 года, когда Xолмский епископ Дионисий Сбировский подписался на акте, устанавливавшем церковную унию, в Холмской епархии появились два епископа — православный и униатский. Православная партия ушла в Подляшье, в Яблочинский монастырь, где дольше удержалось православие и ещё в XVIII веке было несколько православных приходов.
По Зборовскому договору (1650) Xолмская епархия была присоединена к православной Киевской митрополии. Киевский митрополит Сильвестр Коссов, заняв Холм, выгнал оттуда униатского епископа. Поражение, нанесенное казакам под Берестечком, обратило дело опять в пользу унии, которая к концу XVII века распространилась во всей Xолмской епархии.

## Епископы
- Кирилл (1242—1248)
- Иоанн (1250—1280), ок. 1240 — наречённый[1]
- 1280—1330
- Григорий (1328—1335)
- Иоанн (1330—1347)[2]
- Каллист (1376—1371)
- Феодосий (схимн.) (XIV в.)
- Стефан (схимн.) (XIV в.)
- Нестор Ольгимунтович
- Сильвестр Кобринский (1392)
- Иоасаф
- Харитон Обрынский-Угровецкий, грек (1414—1428)
- Фома (Хома), (1429—1430) наместник
- Григорий (Георгий, Юрий ?) Депольтицкий (1443—1467)
- Савва (Сильвестр) (август 1468—1471)
- Дамиан (1473)
- Герасим (Григорий, Грицко) Босский (Бесский) Окушкович (1476)
- Даниил (1481)
- Порфирий
- Никифор
- Симеон Бучан (Бугак) (1490—1494)
- Кирилл Чагадаевич (1495—1501) в/у
- Алексий (Александр), кн. Збаражский (Сбаражский) (1504—1504)
- Филарет Облазницкий (в/у) (1501—1507)
- Ивашко Сосновский, наречённый (24.10/2.11. 1504—1507)
- Филарет Облазницкий или Терновский (1507—1533)
- Иона (Иоанн) Сосновский (Ивашко Станкевич) (1534—1543)[3]
- Михаил (Георгий, Юрий) Сосновский (1543—1544), в/у
- Вассиан (Василий) Бака (5/14.04. 1546—1552)
- Макарий (1553)
- Феодосий Лазовский (Лазоровский) (1552—1565)
- Захарий (Зенько) Ильяшович (08/17.03. 1566 — (1570) 1577)
- Леонтий Зиновьевич-Пельчицкий (Полчинский) (1577 — 08/17.07. 1585)
- Дионисий Сбируйский (Збируйский) (1585 — 9 октября 1596)

отпадение епархии в унию
- Паисий (Ипполитович-Черкавский) (14 января 1621—1633)[4]
- Фотий (1629)
- Петр Могила (1633—1646) в/у, митрополит Киевский
- Сильвестр Коссов (18/28.08. 1649 — 08. 1650) в/у, митрополит Киевский
- Дионисий Балабан-Тукальский (август 1650—1651)
- Гедеон Войно-Оранский (1674 г.) греко-униатский епископ холмский